# カトーサ郡 (ジョージア州)
カトーサ郡（カトーサぐん、英: Catoosa County）は、アメリカ合衆国ジョージア州の北西部に位置する郡である。2010年国勢調査での人口は63,942人であり、2000年の53,282人から20.0%増加した。郡庁所在地はリングゴールド市（人口3,580人）であり、同郡で人口最大の都市はフォートオグルソープ市（人口9,263人）である。
カトーサ郡はテネシー州に跨るチャタヌーガ大都市圏に属している。
ショーン・マリンズの2010年のアルバム『Light You Up』には、『カトーサ郡』という題の歌が入っており、郡内で起きた南北戦争中の闘争について半分フィクションの話が語られている。
2011年4月27日、破壊的な竜巻がリングゴールド市とカトーサ郡で起こり、破壊の爪痕を残した。

## 歴史
カトーサ郡は1853年12月5日に設立された。郡名はチェロキー族インディアンの酋長カトーサから採られた。

### 南北戦争
南北戦争が起きると、カトーサ郡の男性の多くがその農場を離れ、南軍のために戦った。彼等は郡内や周辺郡で立ち上げられた中隊に参加した。6個中隊が記録に残っている。
この戦争はすぐに大きな影響を与えた。多くの家が病院となり、あらゆる所からの負傷兵を手当てした。カトーサスプリングス、チェロキースプリングス、オールドストーンチャーチなど多くの場所に病院があった。郡内で戦闘も起こった。下記リストは郡とその周辺で起こった戦闘である。
1862年
- 4月7日-12日、北軍がマリエッタとチャタヌーガの間の鉄道と通信線を襲撃した

1863年
- 9月10日、 グレイズビル近くの小戦闘
- 9月12日、 リートのタンヤードでの小戦闘
- 9月17日、 リングゴールドの小戦闘
- 9月18日、 アレクサンダーの橋での小戦闘
- 9月18日、 リードの橋での戦い
- 9月19日-21日、 チカマウガの戦い
- 11月23日-27日、リングゴールド・チャタヌーガ方面作戦
- 11月26日、 リングゴールドの戦い
- 11月26日、 グレイズビルの小戦闘
- 11月27日、 リングゴールドギャップの戦い
- 12月13日、 リングゴールドの小戦闘

1864年
- 1月30日、 チカマウガの小戦闘
- 2月8日、 リングゴールドの小戦闘
- 2月18日、 リングゴールドの小戦闘
- 2月23日、 カトーサステーションの小戦闘
- 2月27日、 カトーサプラットフォーム近く、ストーンチャーチの小戦闘
- 3月5日、 リートのタンヤードでの小戦闘
- 3月9日、 ニッカジャックギャップ近くでの小戦闘
- 4月14日、 テイラーズリッジの小戦闘
- 5月1日、 ストーンチャーチの小戦闘
- 5月2日、 リーの交差点での小戦闘
- 5月2日、 リングゴールドギャップ近くでの小戦闘
- 5月3日、 カトーサスプリングスの小戦闘
- 5月3日、 チカマウガ・クリークの小戦闘
- 5月7日、 ニッカジャックギャップ近くでの小戦闘
- 10月27日、 トリッカム交差点での小戦闘

1865年
- 3月20日、 リングゴールドの小戦闘

## 地理
アメリカ合衆国国勢調査局に拠れば、郡域全面積は162.66平方マイル (421.3 km2)であり、このうち陸地162.23平方マイル (420.2 km2)、水域は0.44平方マイル (1.1 km2)で水域率は0.27%である。

### 主要高規格道路

#### 州間高速道路
- 州間高速道路75号線

#### アメリカ国道
- アメリカ国道27号線
- アメリカ国道41号線
- アメリカ国道76号線

#### ジョージア州道
- ジョージア州道1号線
- ジョージア州道2号線
- ジョージア州道3号線
- ジョージア州道146号線
- ジョージア州道151号線
- ジョージア州道401号線

### 隣接する郡
- ハミルトン郡 (テネシー州) - 北
- ウィットフィールド郡 - 東
- ウォーカー郡 - 西

### 国立保護地域
- チャタフーチー国立の森（部分）
- チカマウガ・チャタヌーガ国立軍事公園（部分）

## 人口動態
以下は2000年国勢調査による人口統計データである。
| 基礎データ - 人口: 53,282人 - 世帯数: 20,425 世帯 - 家族数: 15,400 家族 - 人口密度: 127人/km2（328人/mi2） - 住居数: 21,794軒 - 住居密度: 52軒/km2（134軒/mi2） 人種別人口構成 - 白人: 96.39% - アフリカン・アメリカン: 1.26% - ネイティブ・アメリカン: 0.31% - アジア人: 0.71% - 太平洋諸島系: 0.02% - その他の人種: 0.39% - 混血: 0.93% - ヒスパニック・ラテン系: 1.17% 年齢別人口構成 - 18歳未満: 25.8% - 18-24歳: 8.1% - 25-44歳: 30.8% - 45-64歳: 23.4% - 65歳以上: 11.9% - 年齢の中央値: 36歳 - 性比（女性100人あたり男性の人口） - 総人口: 93.8 - 18歳以上: 90.2 | 世帯と家族（対世帯数） - 18歳未満の子供がいる: 35.4% - 結婚・同居している夫婦: 60.6% - 未婚・離婚・死別女性が世帯主: 11.0% - 非家族世帯: 24.6% - 単身世帯: 21.3% - 65歳以上の老人1人暮らし: 8.5% - 平均構成人数 - 世帯: 2.59人 - 家族: 3.00人 収入と家計 - 収入の中央値 - 世帯: 39,998米ドル - 家族: 45,710米ドル - 性別 - 男性: 31,746米ドル - 女性: 23,790米ドル - 人口1人あたり収入: 18,009米ドル - 貧困線以下 - 対人口: 9.4% - 対家族数: 6.4% - 18歳未満: 12.5% - 65歳以上: 11.0% |

## 都市と町
- フォートオグルソープ
- インディアンスプリングス
- レイクビュー
- リングゴールド - 郡庁所在地
- タネルヒル

## 教育
カトーサ郡の公共教育はカトーサ郡公共教育学区が管轄している。高校3校、中学校3校、小学校10校がある。